# Sedat Peker
Sedat Peker (* 26. Juni 1971 in Adapazarı, Sakarya) ist der ehemalige Anführer einer kriminellen Vereinigung aus der Türkei. Peker ist ein bekennender Turanist und hat viele Förderer unter den türkisch-rechtsextremen Grauen Wölfen. Er wurde bislang viermal verhaftet, zu hohen Freiheitsstrafen verurteilt, kam aber immer wieder nach kurzer Zeit frei. Er war ein Unterstützer Erdoğans und drohte Kritikern mit Gewalt.
Ab Mai 2021 veröffentlichte er auf seinem Youtubekanal mehrere Videos, in denen er verschiedene hochrangige Adalet ve Kalkınma Partisi (AKP)-Mitglieder beschuldigte, Verbindungen zur Mafia zu haben, darunter der ehemalige Innenminister Mehmet Agar und der damalige Innenminister Süleyman Soylu.

## Kindheit
Sedat Peker wurde 1971 in Adapazarı, Sakarya geboren. Pekers Familie stammt ursprünglich aus Rize im Nordosten der Türkei. Peker wuchs in Deutschland auf und lebte viele Jahre in München.

## Karriere
Im Jahr 1997 wurde er wegen der Tötung des Drogenschmugglers Abdullah Topçu angeklagt und freigesprochen. Zwei weitere Angeklagte, vermutlich Pekers Männer, wurden im selben Fall zu einer lebenslangen Freiheitsstrafe verurteilt. Danach floh er nach Rumänien und wurde unter anderem wegen Schutzgelderpressung, Nötigung und Anstiftung zum Mord gesucht. Während dieser Zeit besuchten ihn angeblich ein Minister und ein Abgeordneter aus der Mutterlandspartei und garantierten ihm für eine Gegenleistung, dass er nur eine kurze Freiheitsstrafe absitzen müsse.
Peker wurde freiwillig am 18. August 1998 in die Türkei gebracht und ergab sich dort. Der Prozess gegen ihn wurde noch im September 1998 eröffnet. Zur allgemeinen Überraschung gestand er die ihm vorgeworfenen Taten und wurde wegen Bildung einer kriminellen Vereinigung zu einer Haftstrafe verurteilt. Während der Gerichtsverhandlung machte Peker verschiedene eigenartige Aussagen, die er nicht näher erläuterte: „Ein ehemaliger Abgeordneter hat mir eine SMS geschrieben und mir gesagt, ich solle mich nicht zu arrogant aufführen. Ich möchte Ihnen [d. h. dem Gericht] alles erzählen, denn wenn ich es nicht erzähle, dann könnte es sein, dass ich unter zweifelhaften Umständen Selbstmord begehe.“ Obwohl die Staatsanwaltschaft eine Haftstrafe von über 7,5 Jahren forderte, bekam Peker lediglich eine Strafe von acht Monaten und 29 Tagen und wurde am 14. Mai 1999 wieder freigelassen.
Am 12. März 2005 wurde er in der Operation Schmetterling verhaftet und am 31. Januar 2007 wegen Bildung und Führung einer kriminellen Vereinigung, untauglichen versuchten Raubes, Urkundenfälschung und Freiheitsberaubung in zwei Fällen zu 14 Jahren, fünf Monaten und zehn Tagen Freiheitsstrafe im Typ-F-Gefängnis von Kandıra verurteilt.
Am 5. August 2013 trat er eine weitere Haftstrafe an, weil er Teil des Ergenekon-Planes gewesen sei, Präsident Erdoğan zu stürzen. Peker wurde zu zehn Jahren Haft verurteilt. Schon im März 2014 kam er aber wieder frei, weil er die ursprüngliche Haftstrafe abgesessen hatte und das Urteil im Ergenekon-Prozess noch nicht rechtskräftig war. 2016 wurden sämtliche Urteile des Prozesses aufgehoben.
Bereits 2015 rief Peker zur Unterstützung Erdogans auf und drohte seinen Kritikern mit Gewalt.
Im Januar 2016 drohte er den über tausend Wissenschaftlern in der Türkei, die die Petition „Akademiker für den Frieden“ unterzeichnet hatten mit dem Aufruf, den Kurdenkonflikt im eigenen Land friedlich beizulegen, dass er „in ihrem Blut baden“ werde.
Zwei Wochen nach dem gescheiterten Putschversuch in der Türkei 2016 schwor Peker dem Staatspräsidenten Erdoğan Loyalität.
Im Januar 2021 wurde Peker von Nordmazedonien in den Kosovo abgeschoben. Am 9. April 2021 wurden in der Türkei 121 Gebäude durchsucht, die mit Sedat Peker in Verbindung stehen sollen. Darunter war auch seine Villa im Istanbuler Stadtteil Beykoz. Insgesamt wurden 63 Personen festgenommen. Im April 2021 wurden auch Verdächtige in Nordmazedonien festgenommen, die Peker gefälschte Dokumente beschafft haben sollen.

### Whistleblower
Ab Mai 2021, während der COVID-19-Pandemie in der Türkei, kündigte Peker an, jeden Sonntag ein Video zum tiefen Staat in der Türkei zu veröffentlichen. Tatsächlich veröffentlichte Peker auf seinem Youtubekanal mehrere Videos, in denen er verschiedene hochrangige Adalet ve Kalkınma Partisi (AKP)-Mitglieder beschuldigte, Verbindungen zur Mafia zu haben, darunter den ehemaligen Innenminister Mehmet Agar und den damalige Innenminister Süleyman Soylu. Er gab an, sich in Dubai aufzuhalten. Er behauptete unter anderem, Soylus Rücktrittsangebot im Jahr 2020, das Präsident Erdoğan nach einer Welle von Zuspruch für den Innenminister abgelehnt hatte, sei fingiert gewesen und er, Peker, sei Strippenzieher der künstlich organisierten, im Vorhinein abgesprochenen Solidaritätsbekundungen gewesen. Letztendlich habe die Aktion zum Ziel gehabt, Soylus Position als Innenminister zu festigen. Im Austausch habe er von Soylu Polizeischutz erhalten. Soylu reichte gegen Peker eine Anklage wegen Beleidigung und Diffamierung ein. In einem weiteren Video bezeichnete Peker den Sohn von Binali Yildirim als Drogenhändler.
Peker beschuldigte Erdoğan, über das regierungsnahe Militärunternehmen SADAT im syrischen Bürgerkrieg Waffenlieferungen an die Dschihadistenmiliz al-Nusra-Front abgewickelt zu haben. Die von Peker veröffentlichten Videos erhielten mehrere Millionen Klicks, ihr Wahrheitsgehalt ist nicht geklärt. Peker wird seit 2021 von Interpol gesucht. Nach der Veröffentlichung der Videoreihe wurde 2021 Pekers Bruder Atilla Peker in Muğla festgenommen. Einen Tag später wurde er wieder freigelassen. Nach dem neunten Video Pekers und unverhüllten Drohungen Erdoğans, ohne seinen Namen zu nennen, verstummte Peker. Das angekündigte zehnte Video blieb aus. Die Türkei und die Vereinigten Arabischen Emirate hatten ihre diplomatischen Beziehungen erneuert.

## Privates
Während seiner Haftstrafe im Typ-F-Gefängnis von Kandıra heiratete Peker am 30. Mai 2008 in İzmit seine Anwältin (* 1981). Bereits vorher hatte er mit ihr in der Haft ein Kind gezeugt. Die Hochzeitsfeier wurde im Juni 2015 im Esma Sultan Yalısı nachgeholt.